# Кирилов, Иван Кириллович
Ива́н Кири́ллович Кири́лов (1695 — 14 апреля 1737 или 14 [25] апреля 1737, Самара, Казанская губерния) — русский учёный и государственный деятель, географ, картограф, историк, статистик, правовед, сторонник реформ Петра Великого, градоначальник, строитель медного и железного заводов при Тобольске.
Один из основоположников российской географической науки, родоначальник российской экономической географии, активный участник подавления башкирских восстаний в 1735—1740-х годах, препятствовавших строительству городов и заводов в Оренбургской губернии «для отворения свободного с товарами пути в Бухары, в Водокшан, в Балх и в Индию».

## Биография

### Ранние годы
Сын священника, «птенец гнезда Петрова», стал родоначальником одного из дворянских родов Кириловых.
В 1707 или 1708 году закончил Навигацкую школу. Слушал (в качестве пенсионера из подьячих) 1717—1720 курс права в Кёнигсбергском университете.
С 1712 года копиист, секретарь Сената, с 1727 года — обер-секретарь.
В конце 1719 года начал руководство работами по топографической съёмке России.

### Участие в экспедициях
Участвовал в организации экспедиции А. Ф. Шестакова и Второй Камчатской экспедиции (1731—1733). Статский советник (с 1734 года). Автор проекта и руководитель Оренбургской экспедиции (1734—1737). 15 августа 1735 заложил город Оренбург (ныне Орск). Планировал проложить сухопутные торговые пути в Индию.
Является родоначальником российской экономической географии; он первым составил экономико-географическое описание страны, назвав его «Цветущее состояние Всероссийского государства, в каковое начал, привел и оставил неизреченными трудами Петр Великий» (книга 1—2) (1727).

### Научная деятельность
Будучи учёным, Кирилов поддерживал переписку с многими интеллектуалами своей эпохи. По собственной инициативе он взялся за составление атласа из присылаемых в сенат геодезистами карт и получил от сената разрешение издать за собственный счет Atlas Imperii Russici. Кирилов успел закончить первую часть задуманного монументального труда. Atlas Imperii Russici содержал множество нововведений и служил в качестве основного атласа России более пятидесяти лет. Согласно оценке А. А. Половцова: «По своей энергии и по увлечению своему разными практически полезными предприятиями и работами Кирилов является одним из оригинальнейших и замечательных деятелей, выдвинувшихся в эпоху Петра Великого».

### Обустройство Оренбургской губернии и подавление башкирских восстаний
В декабре 1735 года Кирилов, отправившийся в Петербург для представления своих планов освоения Башкирии, убедил императрицу Анну Иоановну, утвердить план о подавлении башкирских восстаний силами казаков и изгнании башкир из Оренбургской губернии. Этого плана Кирилов придерживался вплоть до своей смерти. Причиной жёстких мер, предложенных Кириловым, послужили неоднократные набеги башкир на строящиеся города Оренбургской губернии, препятствовавшие развитию губернии и приводившие к многочисленным жертвам среди русских переселенцев. Некоторые проекты Кирилова вошли в правительственный указ от 11 февраля 1736 года, который был нацелен на установление контроля над системой внутреннего самоуправления в землях, населённых башкирами, и провозгласил курс на подавление восстаний башкир. Кирилов сам принял активное участие в подавлении восстаний для установления новых порядков на территории Уфимской провинции.
Согласно В. Н. Витевскому, с конца марта 1736 года отрядами И. К. Кирилова были сожжёны многочисленные населённые пункты башкир (200 деревень) и главная Азиевская мечеть. 700 башкирских жителей погибло во время наступления Кирилова, 158 человек были казнены за восстание, 160 башкир были взяты в плен, 99 сосланы на службу в остзейские полки и 85 были розданы в крепостные. Акция подавления башкирского восстания позволила Кирилову успешно завершить проект утверждения новых опорных пунктов Оренбургской губернии и укрепить позиции России на южноуральском направлении. Предпринятые Кириловым меры по подавлению башкирских восстаний также открыли возможность России обеспечить надёжный торговый путь в Индию.
Скончался в кругу семьи от чахотки 14 апреля 1737 в Самаре, где был похоронен в церкви Николая Чудотворца.

## Память
- Площадь Ивана Кирилова в Орске;
- Переулок его имени (Кириловский) в Оренбурге (ныне Южный переулок);
- Портрет в Орском краеведческом музее (2010, скульп. С. К. Баркудбаев, яшма);
- Памятник И. К. Кирилову как основателю города установлен на площади его имени в Орске;
- Памятник в г. Бузулуке Оренбургской области

## В художественной литературе
- Кирилов упоминается А. С. Пушкиным в повести «История Пугачева»[7].
- Оренбургская экспедиция и сам её руководитель Кирилов описываются в романе В. С. Пикуля «Слово и дело».
- В одной из миниатюр Пикуля «Трудолюбивый и рачительный муж», посвящённой известному географу П. И. Рычкову, также даётся развёрнутая характеристика личности Кирилова как дальновидного экономического и политического стратега.
- Кирилов как один из организаторов Второй Камчатской экспедиции упоминаются в романе А. Б. Кердана «Крест командора».

## Сочинения
- Атлас Российской Империи. — СПб, 1734
- Цветущее состояние Всероссийского государства. — М., 1977